# پارک جنگلی مدینا دمبا
پارک جنگلی مدینا دمبا یک پارک جنگلی در گامبیا است. این پارک در ۱ ژانویه ۱۹۵۴ تأسیس شد و ۲۳۷۳ هکتار وسعت دارد.
پارک جنگلی مدینا دمبا ۵۰ متر ارتفاع دارد و در جنوب شرقی امبان واقع شده‌است.